# Soltam Systems

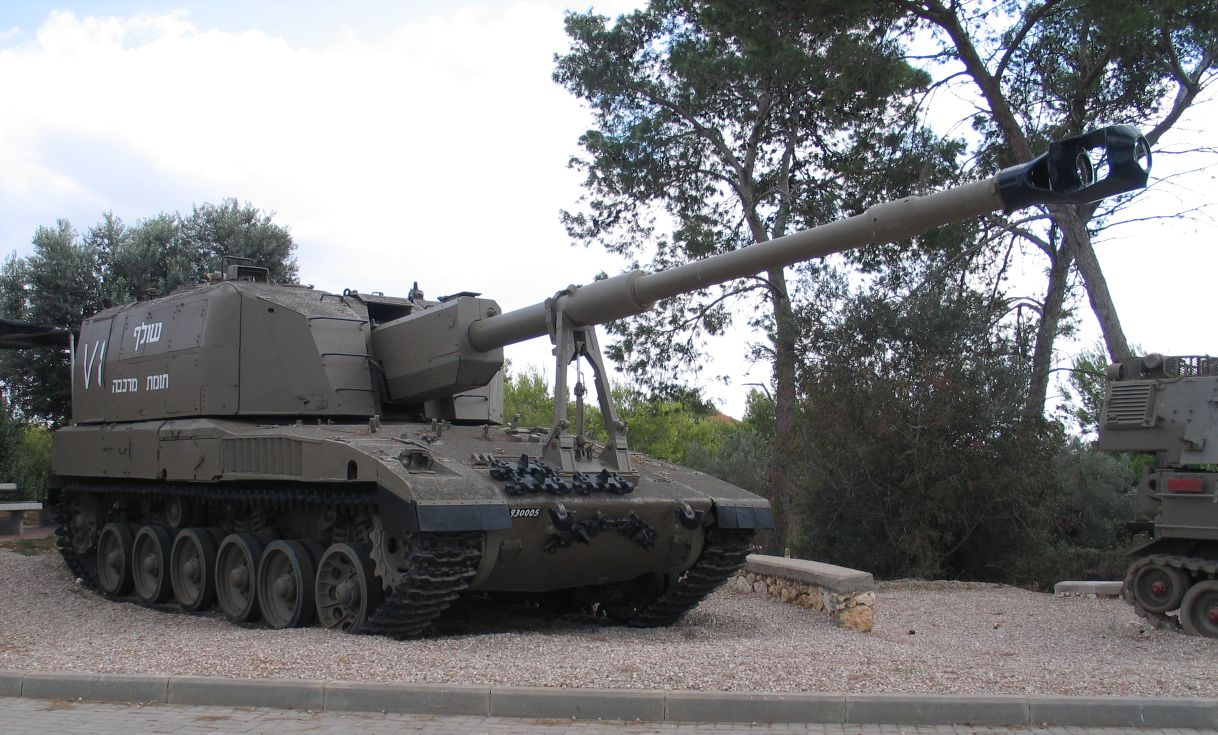
Sholef produït per Soltam Systems

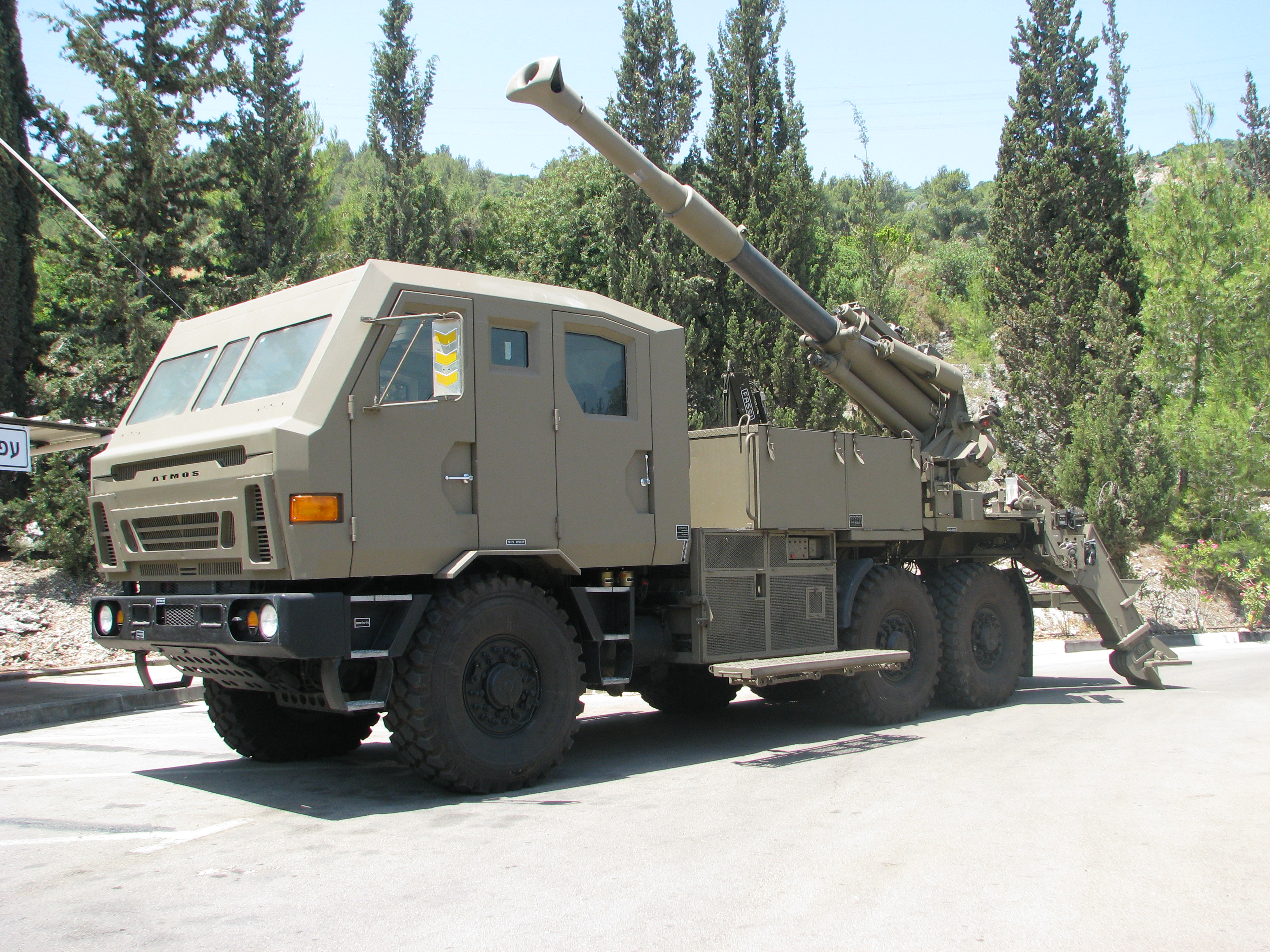
ATMOS 2000

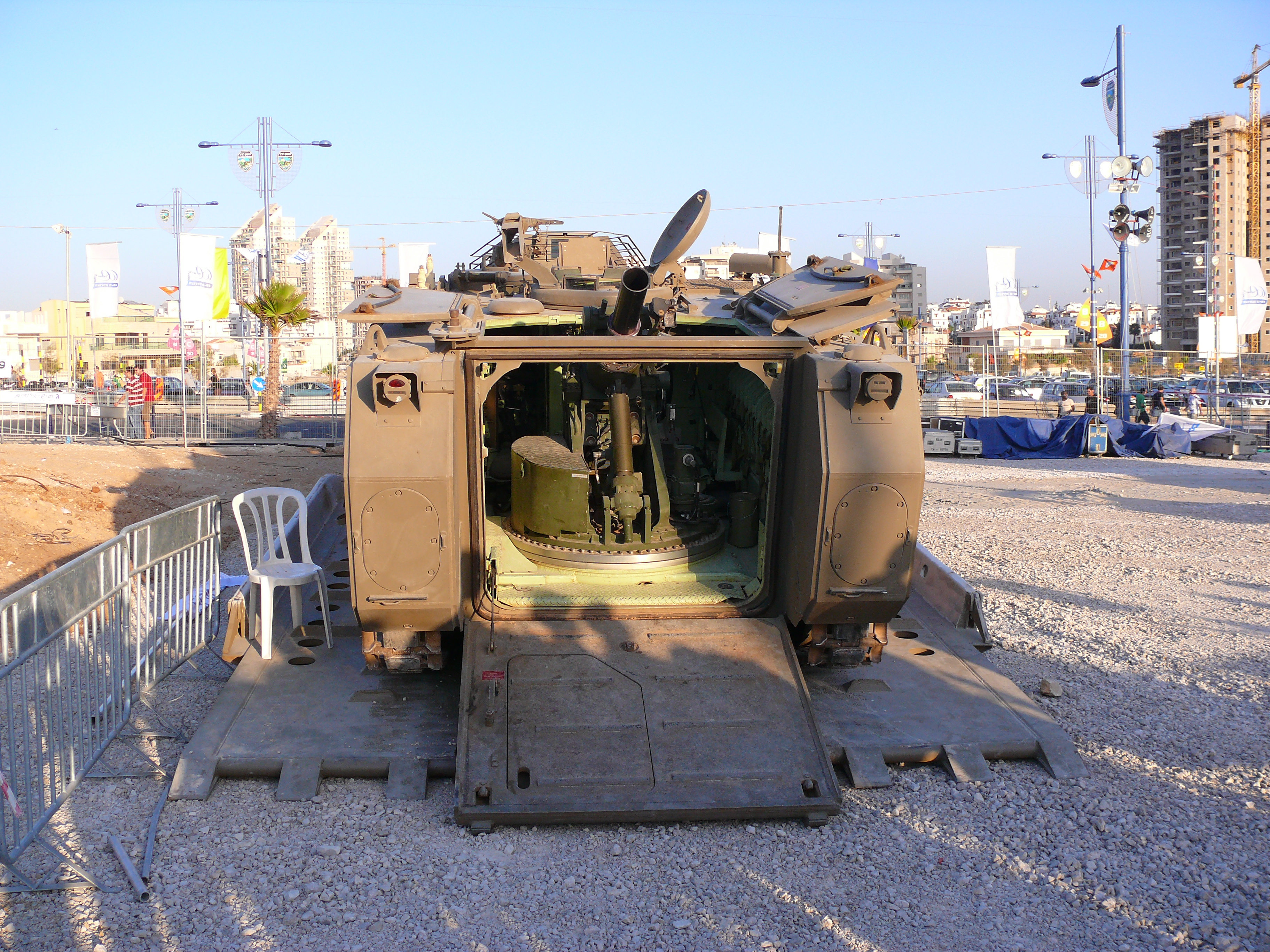
Morter Cardom de 120 mm dissenyat per Soltam

Soltam Systems (en hebreu: סולתם מערכות) és una empresa contractista de defensa provinent d'Israel amb base a Yokneam Il·lit. La companyia ha estat desenvolupant i fabricant sistemes d'artilleria avançats, morters, municions i equipaments perifèrics des de 1952. Soltam Systems proveeix a les Forces Armades i Forces Especials de més de 60 països. Entre els majors usuaris d'equipament de Soltam es troben les Forces de Defensa d'Israel (IDF), l'Exèrcit dels Estats Units i diversos membres de l'OTAN.

## Història
Soltam va ser fundada el 1950 per Shlomo Zabludowicz amb la finalitat de proveir d'artilleria a les FDI. La companyia va ser fundada com una empresa conjunta entre Solel Boneh (una empresa de construcció i enginyeria civil israeliana) i Salgad, una empresa amb base a Luxemburg, que aleshores era una subsidiària del fabricant de morters i artilleria finlandès Tampella. El 1998, Koor Industries va vendre Soltam al grup MIKAL. A l'octubre del 2010, Soltam va ser comprada íntegrament per Elbit Systems.

## Productes

### Artilleria
- ATMOS: Obús autònom autopropulsat de 155 mm.[4]
- ATHOS 2052: Obús autònom remolcat de 155 mm.[5]
- Soltam M-68: Obús remolcat de 155 mm.
- Soltam M-71: Obús remolcat de 155 mm.
- Rascal: Obús autopropulsat de 155 mm.
- Sholef: Obús autopropulsat de 155 mm basat en un xassís d'un blindat Merkava.

### Morters
Soltam Systems dissenya i fabrica una àmplia gamma de morters, adequats per complir una gran varietat d'aplicacions militars. Soltam subministra una varietat de morters, portàtils, muntats en torretes i morters autopropulsats amb retrocés, muntats en vehicles amb rodes, o amb erugues. Tots els morters són sencills d'operar, i de ràpid desplegament. Els morters Soltam es fabriquen en acer d'alta qualitat. Els sistemes de morter venen amb tot l'equipament auxiliar necessari per operar en el camp de batalla, incloent un ordinador de control de foc, ordinador balístic, un sistema de navegació inercial (INS), i sistemes d'adquisició i ubicació de blancs. Tots els tipus de munició de morter que es fabriquen en el món estan autoritzats per ser utilitzats en aquests morters.
- Morters de 160 mm:
  - Soltam M-66
- Morters de 120 mm:
  - Cardom: Sistema de morter amb retrocés autònom (RMS) de 120 mm.
  - Soltam M-65: Morter remolcat de 120 mm.
  - Soltam K6: Morter portàtil de 120 mm.
- Morters de 81 mm.
- Morters de 60 mm:
  - Morter per a comandos de 60 mm.
  - Morter de 60 mm de rang estès.
  - Morter de 60 mm per ser muntat en un vehicle, ja sigui en una plataforma de foc oberta o dins d'una torreta.

### Munició
Soltam Systems fabrica un ampli rang de munició per a morters. Els morters, són unes armes que varien tant en el seu calibre, com en les seves prestacions. Entre les municions hi han els projectils d'alt poder explosiu (en anglès: High Explosive Rounds), projectils de fum i munició d'entrenament. Tots els morters compleixen amb les normes de l'Acord d'Estandardització de l'OTAN: (en anglès: Standardization Agreement) (StanAg).
- projectils de 160 mm
- projectils de 120 mm
- projectils de 81 mm
- projectils de 60 mm